# زیارت درب باغ
زیارت درب باغ مربوط به دوره صفوی - دوره قاجار است و در کاشان، خیابان فاضل نراقی، گذر درب باغ واقع شده و این اثر در تاریخ ۳۰ تیر ۱۳۸۴ با شمارهٔ ثبت ۱۲۱۰۶ به‌عنوان یکی از آثار ملی ایران به ثبت رسیده است.